# ガラスの風景
『ガラスの風景』（ガラスのふうけい）は、宝塚歌劇団星組が上演した演劇作品。2002年11月22日から12月24日（新人公演：12月10日）に宝塚大劇場、2003年2月14日から3月23日（新人公演：2月25日）に東京宝塚劇場で上演された。形式名は「ミュージカル・ロマン」。15場。併演作はレビュー・アラベスク『バビロン -浮遊する摩天楼-』。
星組トップコンビの香寿たつきと渚あきの宝塚さよなら公演となった。

## あらすじ
1960年代、イタリア北部のコモ湖畔の避暑地での出来事。シーズンを迎えてシモンズ家の別荘でも別荘開きのパーティが催され、近隣の別荘の人たちが1年ぶりの再会を楽しんでいた。話題の中心は隣の別荘へ新しくやってきたジョーイ・バクスターという紳士。
そこへ突然銃声が響く。駆けつけた人々が見たのは、撃たれた男の死体とシモンズ家の次女クララが銃を手に気絶している姿だった。
居合わせた警部により捜査が始まる。急を聞いて嫁いだクララの姉、ローラも実家の別荘へと駆けつける。ジョーイとローラはクララの無実を証明するために、一緒に事件を調べ始める。そして急速に惹かれあう。
だがジョーイには恋人のためにヤミ金融経営に手を染め、結局恋人を死なせてしまったというローラには話せないトラウマを抱えていた。またローラも、女優を目指したが耐え切れず、結婚に逃げ込んだ、という挫折感を持っていた。
心に負い目を抱えた二人は、これ以上傷つくことを恐れながらも、愛し合うようになるのだが…。

## 特別出演（当時の専科所属者）
- 鈴鹿照[1]
- 未沙のえる[1]
- 初風緑[1]

## 主な配役
※役名の後ろの「（）」は役柄。これは出典なし（2016年12月現在）。
本公演
- ジョーイ・バクスター[1]（アメリカの貿易会社役員）：香寿たつき
- ローラ・シモンズ[1]（シモンズ家の長女）：渚あき
- グレゴリー・クレマン[1]（オランダの大学教授）：初風緑
- リーザ・クレマン[1]（グレゴリーの妻）：秋園美緒
- フランコ・ミラー[1]（ミラノ警察警部）：安蘭けい
- ピエトロ・グレコ[1]（別荘管理事務所所長）：夢輝のあ
- マリオ・グランデ[1]（イタリアの銀行家の御曹司）：朝澄けい
- レオナルド・バローネ[1]（イタリアの政治家の息子）：真飛聖
- クララ・シモンズ[1]（シモンズ家の次女、マリオの恋人）：仙堂花歩

新人公演
- ジョーイ[1]：涼紫央
- ローラ[1]：仙堂花歩
- クレマン[1]：大真みらん
- リーザ[1]：琴まりえ
- ミラー警部[1]：柚希礼音
- ピエトロ[1]：綺華れい
- マリオ[1]：彩海早矢
- レオナルド[1]：嶺恵斗
- クララ[1]：南海まり

## スタッフ
※氏名の後ろに「宝塚」、「東京」の文字がなければ両劇場共通。
- 作：柴田侑宏[1]
- 演出・振付：謝珠栄[1]
- 作曲・編曲：高橋城[1]・斉藤恒芳[1]・玉麻尚一[1]
- 音楽指揮：岡田良機[1]（宝塚）、伊澤一郎（東京）[2]
- 装置：大橋泰弘[1]・金井勇一郎[1]
- 衣装：任田幾英[1]
- 照明：勝柴次朗[1]
- 音響・効果：切江勝[1]
- 効果：宮廻みさよ（東京）[2]
- 小道具：石橋清利[1]
- 殺陣指導：清水順二
- 演出補：木村信司[1]
- 演出助手：鈴木圭[1]
- 音楽助手：青木朝子[1]
- 振付助手：中田由記（宝塚）[1]、伊賀裕子（東京）[2]
- 装置助手：國包洋子[1]
- 衣装補：河底美由紀[1]
- 舞台進行：恵見和弘（宝塚）[1]、赤坂英雄（東京）[2]
- 舞台美術製作：株式会社 宝塚舞台[1]
- 演奏：宝塚歌劇オーケストラ（宝塚）[1]
- 演奏コーディネート：株式会社 内藤音楽事務所（東京）[2]
- 制作：福島康徳[1]
- 演出担当（新人公演）：鈴木圭[3]

## 参考資料
- 執筆：國眼隆一 著、編集：森照実・春馬誉貴子・相井美由紀・山本久美子 編『すみれ花歳月を重ねて―宝塚歌劇90年史―』宝塚歌劇団、2004年4月1日。ISBN 4-484-04601-6。 NCID BA66869802。全国書誌番号:20613764。